# 계몽사
계몽사(啓蒙社, Kyemongsa)는 1946년에 설립된 대한민국의 아동도서 전문 출판사이다.

## 연혁
- 1946년 계몽사 설립
- 1947년 출판사 등록
- 1959년 최초의 어린이책 '세계 소년소녀 문학전집' 전 60권 발간
- 1961년 어린이 세계문학독본 전 6권 발간
- 1966년 한국그림동요집 전 5권 발간, 소년소녀 한국전기전집 전 20권
- 1969년 컬러판 어린이 세계명작 전 10권 발간
- 1970년 공부하는 그림책 전 10권
- 1971년 소년소녀 세계위인전집 전 20권, 최신 컬러학습대백과 전 10권
- 1972년 소년소녀 현대세계명작전집 전 20권 발간
- 1973년 컬러판 어린이 세계명작 전 10권, 소년소녀 한국문학전집 전 30권 발간
- 1975년 한국그림동요집 전 5권 발간, 소년소녀 한국문학전집 전 20권
- 1976년 컬러판 어린이 세계명작 전 10권 발간
- 1977년 공부하는 그림책 전 10권
- 1978년 컬러판 세계명작동화전집 전 10권 발간
- 1979년 원색 어린이 그림생활 전 12권
- 1980년 디즈니 그림명작 전 60권, 문예진흥문고 전 30권
- 1981년 어린이 세계의 동화 전 15권, 국제판 세계의 문학 전 24권 발간
- 1982년 어린이 한국의 동화 전 15권, 학습그림과학 전 20권 발간
- 1983년 어린이 한국의 동화 전 15권 발간
- 1984년 성경이야기 전 5권, 디즈니 유아학습 전 16권
- 1985년 중국고대명작 전 20권, 피아노 레슨의 길잡이, 어린이 동산 전 12권
- 1986년 그림속의 동화 전 40권, 어린이영어교실 전 12권, 계몽사학생백과사전 전권
- 1987년 공부하는 그림책 전 10권
- 1988년 계몽문화센터 개관, 학습만화세계사 전 20권 발간
- 1989년 기업공개(자본금 36억원, 매출액 250억원)
- 1990년 '계몽문화' 창간
- 1994년 멀티미디어 사업 진출
- 1995년 만화영화 제작 및 상영업 진출
- 1997년 부도를 낸[1] 고려원의  출판물을 대행판매함[2]
- 1998년 1차 부도[3]를 냈고 이 과정에서  고려원은[4] 극심한 자금난을 겪었으며 자회사 고려원미디어와 함께  2003년 4월 22일 법인 소멸[5]
- 1999년 MBC 프로덕션과 '헬로토비 마이프렌드' 공동출판
- 2000년 미국 Walt Disney사 '디즈니레디포스쿨' 국내독점 출판 학습지 사업 시작
- 2001년 법정관리에서 벗어남[6]
- 2003년 무리한 사업다각화 뿐 아니라[7] 홍승표 당시 회장의 불미스러운 일까지[8] 겹치자 김성래 썬앤문 회장이 인수했으나 결국 같은 해 4월 28일 최종 부도처리되어[9] 상장 폐지
- 2009년 (주)계몽문화센터 설립
- 2010년 교보문고, 인터파크, 리디북스 전자책 공급
- 2011년 도서 오픈마켓 오픈
- 2012년 세계의 명작, 세계의 동화 복간
- 2013년 코스닥 상장회사 (주)케이엠알앤씨 관계사 인수
- 2014년 주니어클래식 전 52권 발간
- 2015년 경향신문 우수도서 선정
- 2018년 읽어주는 동화책, TV 동화 제작
- 2019년 자회사 계몽사컴퍼니(주) 설립
- 2022년 계몽사컴퍼니(주) 합병

## 주요 출판물
- 어린이 세계의 명작
- 어린이 세계의 동화
- 어린이 한국의 동화
- 어린이 명작 극장
- 디즈니 그림 명작